# تیراندازی پرتابی

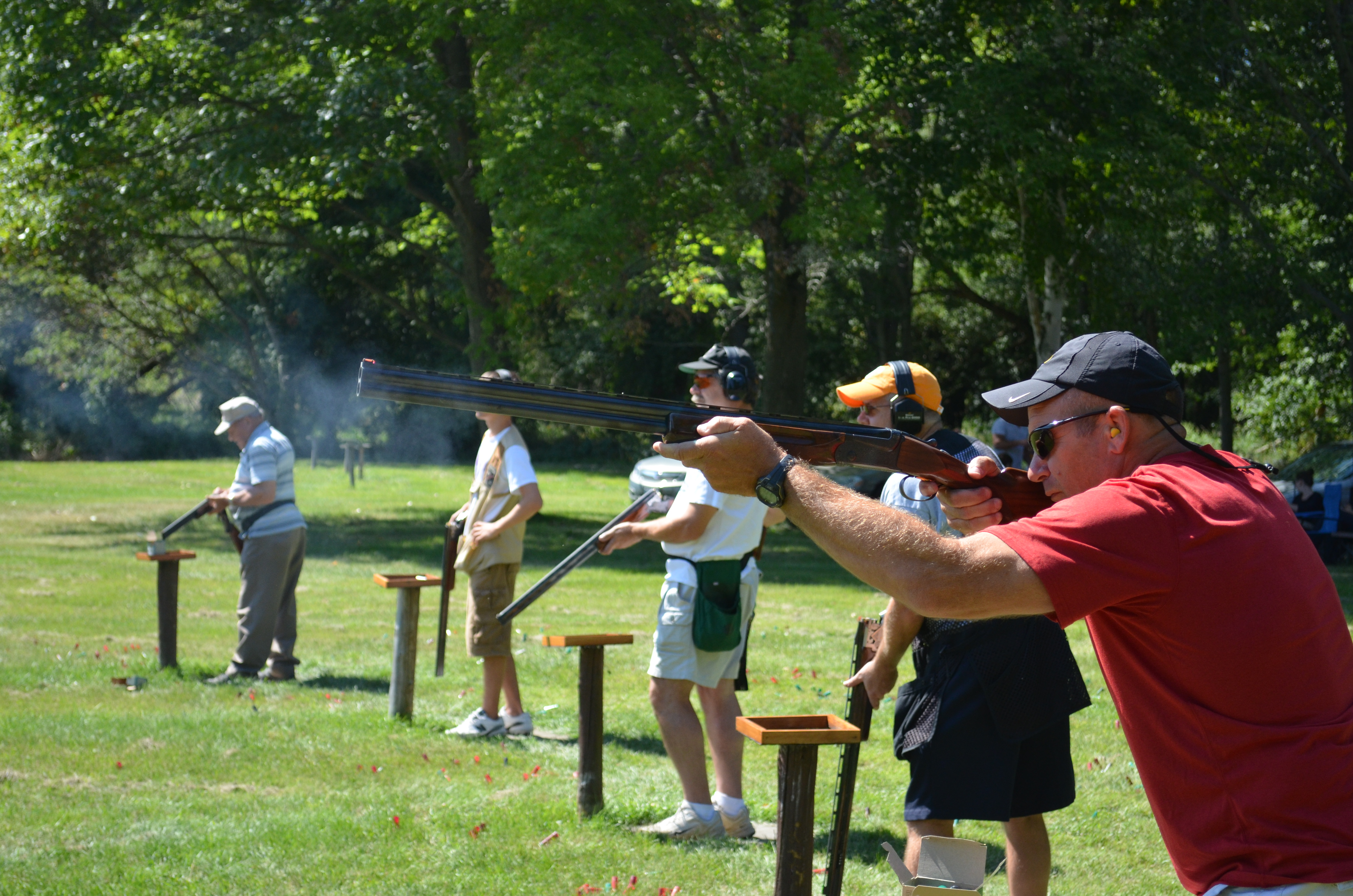
تیراندازی پرتابی نمادین در یک رویداد آماتوری

تیراندازی پرتابی (به انگلیسی: Trap shooting) یکی از سه رشته اصلی تیراندازی رقابتی با کبوتر سفالی است که تیراندازی با تفنگ ساچمه‌زنی به اهداف سفالی است. رشته‌های دیگر تیراندازی با اسکیت و سفال‌های ورزشی هستند.
آنها تقریباً به شرح زیر متمایز می‌شوند، با تغییراتی در هر گروه. در تیراندازی پرتابی، اهدافی از یک "خانه" یا ماشین، به‌طور کلی دور از تیرانداز پرتاب می‌شوند. در تیراندازی اسکیت، اهداف از دو خانه در مسیرهای تا حدودی جانبی که در مقابل تیرانداز متقاطع می‌شوند پرتاب می‌شوند. سفال‌های ورزشی شامل یک دوره پیچیده‌تر، با چندین نقطه پرتاب است.